# Dąbrówka (powiat węgorzewski)
Dąbrówka (niem. Dombrowken, Dąbrowskie (1947), Dąbrówka Nowa (1994)) – osada w Polsce położona w województwie warmińsko-mazurskim, w powiecie węgorzewskim, w gminie Budry, sołectwo Zabrost Wielki.
W latach 1975–1998 miejscowość należała administracyjnie do województwa suwalskiego.
Używane wcześniej nazwy wsi: Dąbrówka Litewska, Dąbrówka Nowa.

## Historia
Wieś została założona pod koniec XVI wieku. Była to wieś szlachecka. Do początku XIX w. chłopi odrabiali pańszczyznę w miejscowym majątku ziemskim. W końcu XIX wieku majątek w Dąbrówce należał do dr. Voighta z Królewca. W tym czasie majątek wraz z trzema folwarkami miał powierzchnię 1336 ha.
Około 1607 roku w Dąbrówce powstała parafia luterańska. Pierwszy pastor nazywał się Głębowski. Nabożeństwa w tutejszym kościele odprawiane były w językach: niemieckim, litewskim i polskim. Ostatnie nabożeństwo w języku polskim odbyło się tu w roku 1824, a litewskie w roku 1844. Nowy kościół w Dąbrówce wybudowano w roku 1732.
Podczas akcji germanizacyjnej nazw miejscowych i fizjograficznych historyczna nazwa niemiecka Dombrowken została w lipcu 1938 r. zastąpiona przez administrację nazistowską sztuczną formą Eibenburg.
Szkoła w Dąbrówce powstała równocześnie z parafią. W roku 1935 była to szkoła dwuklasowa z 70 uczniami. Po II wojnie światowej szkoła powstała tu w 1948 roku. W roku szkolnym 1966/67 była to szkoła czteroklasowa.

## Zabytki
Do wojewódzkiego rejestru zabytków wpisane są obiekty:
- Kościół pochodzi z 1732 roku. Świątynia jest orientowana, murowana na podmurówce z kamienia z czworoboczną, szeroką wieżą.
- Pałac późnoklasycystyczny z poł. XIX w., parterowy, kryty wysokim dachem naczółkowym z facjatkami na osi[6].

inne:
- Chałupa murowana z drewnianą wozownią.